# Jakabszállás
Jakabszállás község Bács-Kiskun vármegye Kecskeméti járásában.

## Fekvése
Kecskeméttől 17 kilométerre fekszik, dél-délnyugati irányban. A szomszédos települések: észak felől Helvécia, kelet felől Fülöpjakab, délkelet felől Bugac, dél felől Bugacpusztaháza, nyugat felől pedig Orgovány.

### Megközelítése
A község aránylag jó közlekedési adottságokkal rendelkezik: az 54-es főút mentén fekszik, kevesebb, mint 12 kilométerre az M5-ös autópálya legközelebbi csomópontjától; központját érinti az Izsáktól Kiskunfélegyháza központjáig húzódó 5302-es út is. Áthalad rajta továbbá a kecskeméti kisvasúthoz tartozó Kecskemét–Kiskunmajsa-vasútvonal (a MÁV 149-es számú vonala) is, bár ezen a személyszállítás több mint egy évtizede, 2009. december 13., vagyis a 2009/2010. évi menetrendváltás dátuma óta szünetel. A község ugyanakkor megközelíthető a település mellett korszerűen kiépített magánrepülőtér révén is. A településnek jó az autóbuszközlekedése a megyeszékhely, Kecskemét felé.

## Története
Az Árpád-kor óta lakott település a török hódoltság korában elnéptelenedett, területe pusztává vált. A 18. és 19. század nagy részében a puszta felét Szabadszállás, egy-egy negyedét pedig Kiskunmajsa és Fülöpszállás birtokolta. A mai község az egykori szabadszállási részt foglalja magában, a kiskunmajsai részen Kunszállás, a fülöpszállási részen pedig Fülöpjakab fekszik.
A fő foglalkozás a pásztorkodás volt 1895-ig, a puszta kiosztásáig. A 20-60 holdas területeken fokozatosan áttértek a mezőgazdaságra, ez felgyorsította a népesség növekedését, és a birtokos községekből származó zsellérek szereztek itt földet.
Jakabszállás 1922-ben lett önálló község Szabadjakabszállás néven, majd 1926-ban kapta mai nevét.
Az önállóvá válás után épült fel a községháza és egy kápolna, amelyet a ferencrendi szerzetes atyák gondoznak. A római katolikus templom 1944-ben lett készen, az 54-es főútvonal és a Kiskunhalasra vezető út találkozásánál látható. A református templom jóval később, a '60-as évek elején épült, a Petőfi Sándor utcán lehet eljutni hozzá. A temetőben lévő emlékparkban emlékfalon örökítették meg az első és második világháborúban, valamint az 1956-ban hősi halált halt lakosok nevét. A falu központjában látható Túri Endre szobrászművész tűzzománc térplasztikája.
A kecskeméti gazdasági keskenynyomtávú vasút 1928-ban, a települést átszelő utak pedig 1939-42-ben épültek meg, ezzel jelentősen csökkent az elszigeteltség. A legújabb korban a repülés is meghódította Jakabszállást. Füves repülőtere 1994-ben kezdett üzemelni, és 2000-ben szilárd burkolatú fel- és leszállópálya épült. 2009-ben a repülőtér mellett megnyílt a lovaspálya, melyen minden év pünkösd vasárnapján meghívásos fogatversenyt rendeznek. Továbbá minden szeptember első szombatján szüreti mulatságot rendeznek.

## Közélete

### Polgármesterei
- 1990–1994: Szabó Mihály (független)[5]
- 1994–1998: Szabó Mihály (független)[6]
- 1998–2002: Szabó Mihály (független)[7]
- 2002–2006: Szabó Mihály (független)[8]
- 2006–2010: Szabó Mihály (független)[9]
- 2010–2014: Szabó Mihály (független)[10]
- 2014–2019: Szabó György Róbert (független)[11]
- 2019–2024: Szabó György Róbert (független)[12]
- 2024– : Szabó György Róbert (független)[1]

## Népesség
A település népességének változása:
| Lakosok száma | 2646 | 2615 | 2563 | 2562 | 2697 | 2710 | 2657 |
|               | 2013 | 2014 | 2018 | 2021 | 2022 | 2023 | 2024 |

A 2011-es népszámlálás során a lakosok 96,7%-a magyarnak, 0,7% cigánynak, 0,5% németnek, 0,5% románnak mondta magát (3% nem nyilatkozott; a kettős identitások miatt a végösszeg nagyobb lehet 100%-nál). A vallási megoszlás a következő volt: római katolikus 71,9%, református 7,5%, evangélikus 0,4%, felekezeten kívüli 8,9% (9,6% nem nyilatkozott).
2022-ben a lakosság 91,5%-a vallotta magát magyarnak, 1,1% cigánynak, 0,9% németnek, 0,3% románnak, 0,2% ukránnak, 0,2% szerbnek, 0,1% szlováknak, 0,1% lengyelnek, 1,4% egyéb, nem hazai nemzetiségűnek (7,8% nem nyilatkozott; a kettős identitások miatt a végösszeg nagyobb lehet 100%-nál). Vallásuk szerint 49,2% volt római katolikus, 6% református, 0,7% evangélikus, 0,3% görög katolikus, 1% egyéb keresztény, 1,9% egyéb katolikus, 7,9% felekezeten kívüli (33% nem válaszolt).

## Nevezetességei
- 1917-ben Jézus Szíve tiszteletére felszentelt temploma
- Kecskeméti kisvasút
- Kis-Magyarország Botanikus Kert (Magyarkert)

## Képgaléria

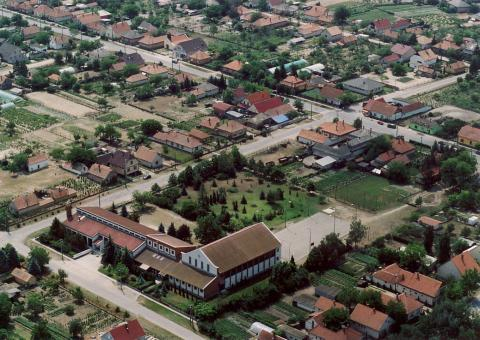
A település légifényképe
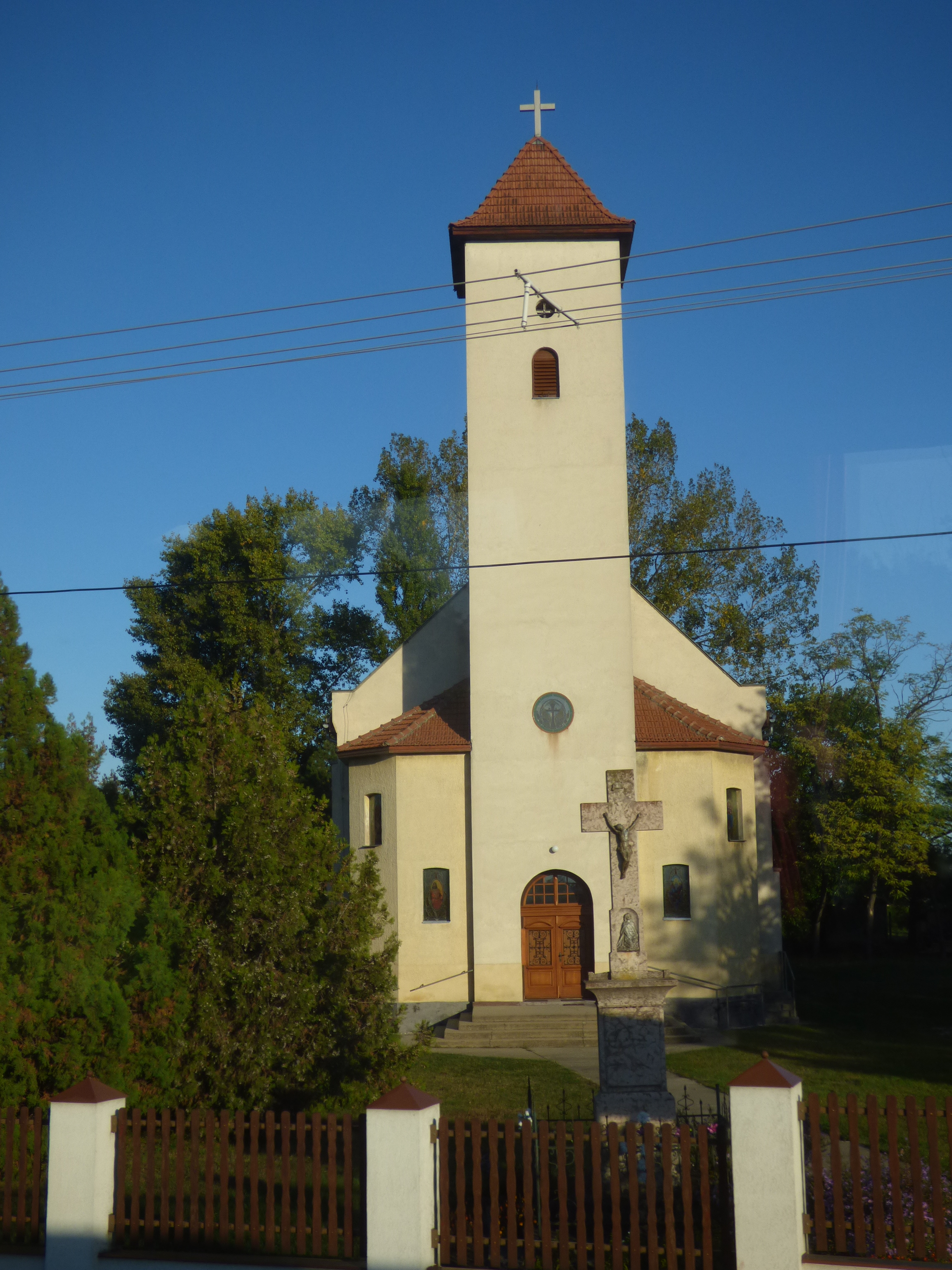
Jakabszállás temploma az országút felől
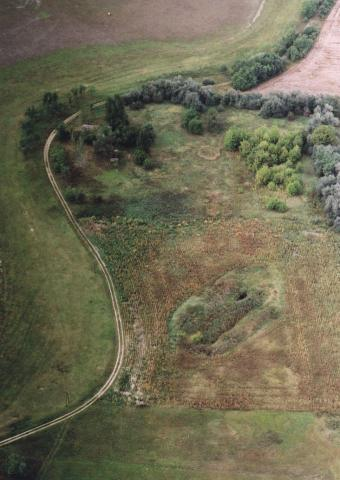
Légifelvétel a település egy külterületi részletéről

## Rendezvények
- Minden év pünkösd vasárnapján meghívásos fogathajtó versenyt rendeznek a lovaspályán.
- Minden év szeptember első szombatján szüreti mulatságot rendeznek a faluban.
- Minden év november első péntekjén az időseket köszöntik a Művelődési Házban.

További rendezvények megtalálhatók a Jakabszallas.net honlapon.